# America West Airlines
A America West Airlines era uma companhia aérea norte-americana, operando primariamente na região oeste dos Estados Unidos. Estava sedeada na cidade de Tempe no estado do Arizona. Em 2005, a companhia comprou a US Airways, com a companhia resultante adotando o nome de US Airways.

## Frota

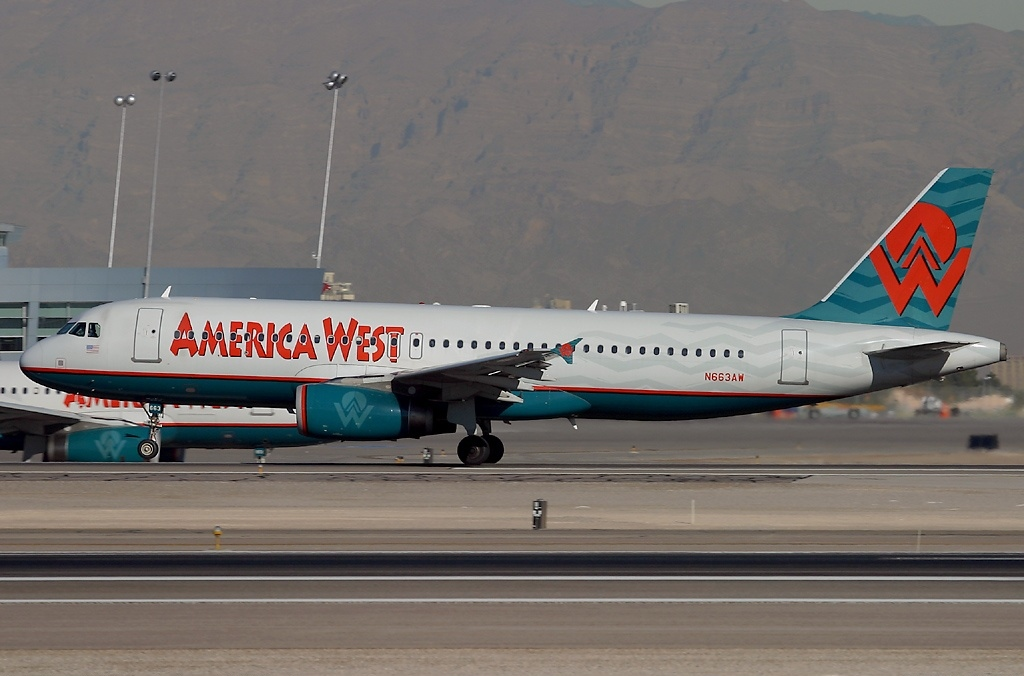
Airbus A320 da America West Airlines.

A America West Airlines, ao comprar a US Airways, possuía 133 aeronaves na sua frota que incluem os seguintes modelos:
- 39 Airbus A319
- 55 Airbus A320
- 27 Boeing 737
- 11 Boeing 757